# Myaka myaka
Genre
Espèce
Statut de conservation UICN

 CR B1ab(iii)+2ab(iii) : 
En danger critique
Myaka myaka est une espèce de poissons appartenant à la famille des Cichlidae. Elle est connue uniquement du lac Barombi Mbo au Cameroun. Elle est considérée comme en danger critique d'extinction par l'UICN.